# Playboy (estilo)

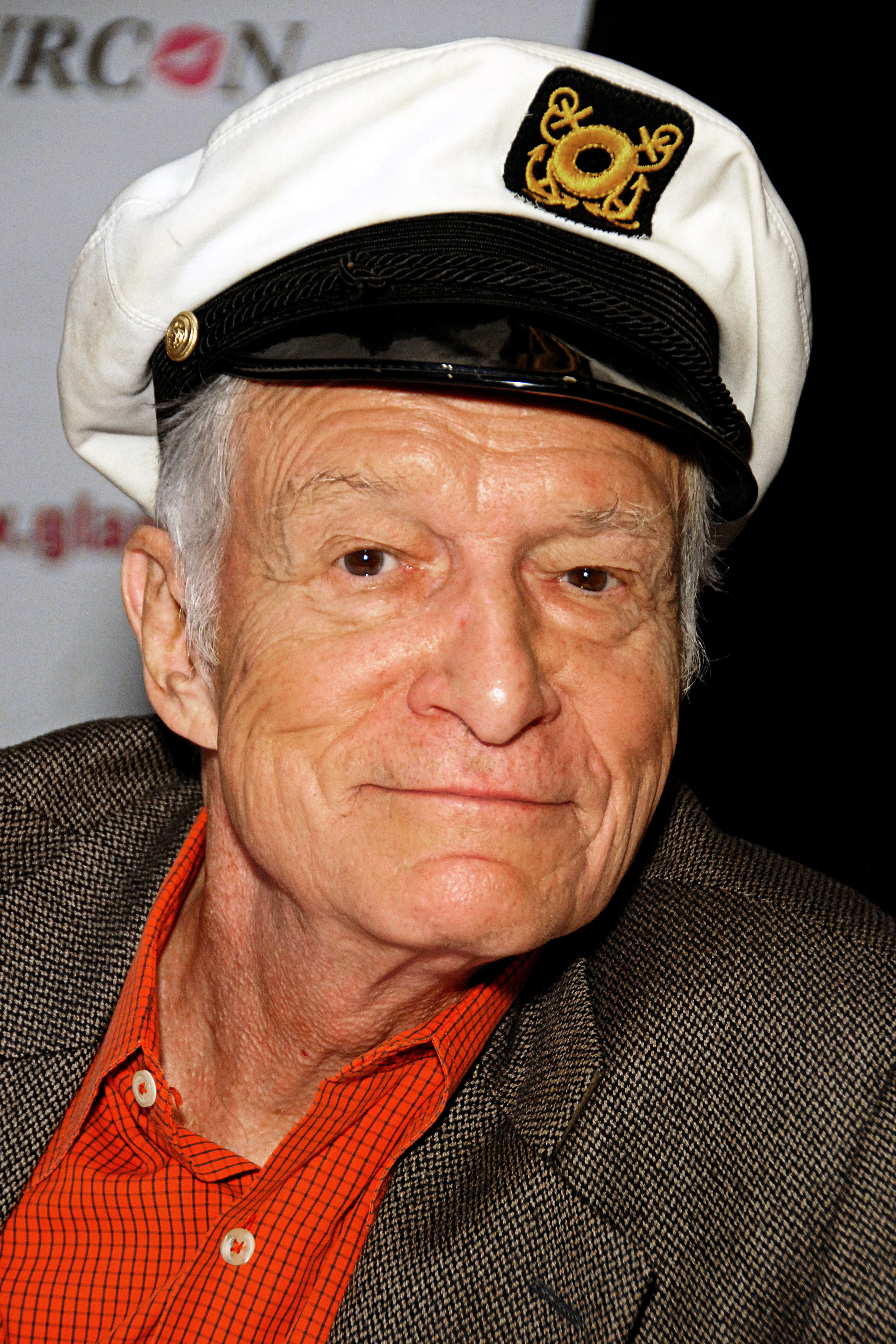
O estilo de vida de Hugh Hefner, o fundador da renomada revista Playboy foi considerado por muitos como típico de um playboy.

Um playboy (lê-se em português "pleibói") é um estilo de vida ou estereótipo associado a homens jovens, solteiros, com intensa vida social e relações com mulheres. No Brasil, o termo adquiriu um sentido pejorativo, degradante, para designar homens bem-nascidos e exibidos, que não trabalham e esnobam outras pessoas. É usado como um estereótipo de insulto, muitas vezes também referenciado como "filhinho de papai" (pessoas que não trabalham e vivem às custas dos pais).

## Etimologia
O termo inglês playboy é formado pela junção dos termos play (brincar, se divertir) e boy (moço, garoto). Portanto, playboy significa, literalmente, "menino de diversão".

## História
O termo foi criado no início da década de 1950 quando os Estados Unidos passavam por grande onda de prosperidade. Homens filhos de famílias que haviam enriquecido começaram a dedicar seu tempo integral a festas, relacionamentos e a esbanjar dinheiro. Em 1953, uma reportagem do New York Times foi a primeira referência a eles, descrevendo como era a vida dos jovens ricos da cidade. A revista Playboy foi criada pensando em difundir esse estilo de vida.
Nos anos 1960, os playboys eram homens ou jovens que, através de herança herdada das gerações prósperas passadas, viviam a vida como uma grande festa e estavam sempre namorando as filhas de outros milionários. Utilizavam roupas finas apenas para a conquista de mulheres e não para a vivência do círculo social de elite. Ser playboy era gozar de uma vida de diversão. Eram ricos exclusivamente para o prazer material, e não conviviam com contatos milionários e nem seguiam as regras comportamentais da alta classe econômica. No final do século XX, com a massificação da cultura pop, um playboy passou a significar um jovem na faixa dos 13 aos 25 anos que dirige carro, pratica esporte, e é cobiçado pelas meninas de seu círculo social. Esse estereótipo foi reforçado em vários filmes e séries de TV.